# Liste des aéroports en Angola

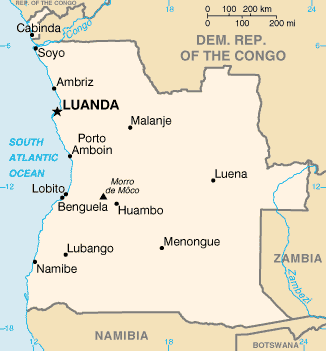
Carte de l'Angola

Voici une liste des aéroports en Angola, triés par emplacement.
L'Angola, officiellement la République d'Angola, est un pays d'Afrique centrale et méridionale bordé par la Namibie au sud, la République démocratique du Congo au nord et la Zambie à l'est; sa côte ouest est sur l'océan Atlantique. La province enclave de Cabinda a une frontière avec la République du Congo et la République démocratique du Congo. L'Angola est divisé en dix-huit provinces (en) et 163 municipalités (en). La langue officielle du pays est le portugais et sa capitale est Luanda.

## Aéroports
Les noms d'aéroport indiqués en gras indiquent que l'installation possède un service passagers régulier avec une compagnie aérienne commerciale.
Les aéroports sont gérés par la société Empresa Nacional de Exploração de Aeroportos e Navegação Aérea (en) (ENANA - Société nationale de gestion des aéroports et de la navigation aérienne).
| Ville                         | [[Provinces of Angola\|Province (en)]] | OACI | IATA | Nom de l'aéroport                                | Piste (en mètres)                                      |
| ----------------------------- | -------------------------------------- | ---- | ---- | ------------------------------------------------ | ------------------------------------------------------ |
| Ambriz                        | Bengo                                  | FNAM | AZZ  | Aéroport d'Ambriz (en)                           | 16/34: 2420 x 39, Sable                                |
| Andulo (en)                   | Bié                                    |      | ANL  | Aéroport d'Andulo (en)                           | 01/19: 3048 x 50, Sable                                |
| Barrage de Kapanda            | Malanje                                | FNCP | KNP  | Aéroport de Kapanda (en)                         | 15/33: 2006 x 46, Asphalte H1: 20, Herbe H2: 20, Herbe |
| Benguela                      | Benguela                               | FNBG | BUG  | Aéroport de Benguela (en)                        | 14/32: 1600 x 30, Asphalte                             |
| Cabinda                       | Cabinda                                | FNCA | CAB  | Aéroport de Cabinda                              | 01/19: 2518 x 32, Asphalte                             |
| Cacolo (en)                   | Lunda-Sud                              | FNCC |      | Aéroport de Cacolo (en)                          | 11/29: 2042 x 59, Sable                                |
| Cafunfo (en)                  | Lunda-Nord                             | FNCF | CFF  | Aéroport de Cafunfo (en)                         | 06/24: 2612 x 42, Asphalte                             |
| Camabatela                    | Cuanza-Nord                            | FNCM |      | Aéroport de Camabatela (en)                      | 17/35: 1411 x 39, Herbe                                |
| Camaxilo                      | Lunda-Nord                             | FNCX |      | Aéroport de Camaxilo (en)                        | 11/29: 1996 x 30, Gravier                              |
| Camembe                       | Bengo                                  | FNCB |      | Aéroport de Camembe (en)                         | 03/21: 1536 x 69, Herbe                                |
| Cangamba                      | Moxico                                 |      | CNZ  | Aéroport de Cangamba (en)                        | 16/34: 2158 x 37, Sable                                |
| Catoca                        | Lunda-Sud                              |      |      | Aéroport de Catoca (en)                          |                                                        |
| Catumbela                     | Benguela                               | FNCT | CBT  | Aéroport de Catumbela                            | 02/20: 3716 x 47, Asphalte                             |
| Cazombo (en)                  | Moxico                                 | FNCZ | CAV  | Aéroport de Cazombo (en)                         | 17/35: 1975 x 40, Sable                                |
| Cuito Cuanavale (en)          | Cuando-Cubango                         | FNCV | CTI  | Aéroport de Cuito Cuanavale (en)                 | 12/30: 2731 x 27, Asphalte                             |
| Damba (en)                    | Uíge                                   | FNDB |      | Aéroport de Damba (en)                           | 14/32: 1237 x 37, Herbe                                |
| Dirico (en)                   | Cuando-Cubango                         |      | DRC  | Aéroport de Dirico (en)                          | 11/29: 1433 x 33, Gravier                              |
| Dundo                         | Lunda-Nord                             | FNCH | PGI  | Aéroport de Chitato (en)                         | 13/31: 1792 x 35, Asphalte                             |
| Dundo                         | Lunda-Nord                             | FNDU | DUE  | Aéroport de Camaquenzo (en)                      | 05/23: 2500 x 45, Asphalte                             |
| Huambo                        | Huambo                                 | FNNL |      | Aérodrome de Huambo (en)                         | 04/22: 457 x 13, Sable                                 |
| Huambo                        | Huambo                                 | FNHU | NOV  | Aéroport d'Huambo                                | 11/29: 2722 x 45, Asphalte                             |
| Jamba (en)                    | Huíla                                  | FNJA | JMB  | Aéroport de Jamba (en)                           |                                                        |
| Kuito                         | Bié                                    | FNKU | SVP  | Aérodrome de Kuito                               | 07/25: 2493 x 30, Asphalte                             |
| Lobito                        | Benguela                               | FNLB | LLT  | Aéroport de Lobito (en)                          | 16/34: 1521 x 30, Asphalte                             |
| Luanda                        | Luanda                                 | FNLU | LAD  | Aéroport international Quatro de Fevereiro       | 05/23: 3712 x 43, Asphalte 07/25: 2490 x 51, Asphalte  |
| Luanda                        | Bengo                                  |      |      | Aéroport international d'Angola(en construction) | 4200 × 60                                              |
| Luau                          | Moxico                                 | FNUA | UAL  | Aéroport de Luau (en)                            | 17/35: 1558 x 39, Sable                                |
| Luau                          | Moxico                                 |      |      | Aéroport international de Luau (en)              | 16/34: 2600, Asphalte                                  |
| Lubango                       | Huíla                                  | FNUB | SDD  | Aéroport de Lubango                              | 10/28: 2859 x 29, Asphalte                             |
| Lucapa                        | Lunda-Nord                             | FNLK | LBZ  | Aéroport de Lucapa (en)                          | 18/36: 2414 x 48, Sable                                |
| Luena                         | Moxico                                 | FNUE | LUO  | Aérodrome de Luéna                               | 11/29: 2393 x 30, Asphalte                             |
| Lumbala N'guimbo (en)         | Moxico                                 | FNBL | GGC  | Aéroport de Lumbala (en)                         | 10/28: 1966 x 35, Sable                                |
| Luzamba (en) (Cuango-Luzamba) | Lunda-Nord                             | FNLZ | LZM  | Aéroport de Cuango-Luzamba (en)                  | 03/21: 1588 x 61, Asphalte                             |
| Malanje (Malange)             | Malanje                                | FNMA | MEG  | Aérodrome de Malanje                             | 13/31: 2204 x 32, Asphalte                             |
| Maquela do Zombo (en)         | Uíge                                   | FNMQ |      | Aéroport de Maquela (en)                         | 07/25: 1469 x 39, Herbe                                |
| M'banza-Kongo (Mbanza Congo)  | Zaïre                                  | FNBC | SSY  | Aéroport de Mbanza Congo (en)                    | 17/35: 1832 x 30, Asphalte                             |
| Menongue                      | Cuando-Cubango                         | FNME | SPP  | Aérodrome de Ménongue                            | 13/31: 3560 x 40, Asphalte                             |
| Ndalantando                   | Cuanza-Nord                            |      | NDF  | Aéroport Ndalatando (en)                         |                                                        |
| N'zeto                        | Zaïre                                  | FNZE | ARZ  | Aéroport de N'zeto (en)                          | 04/22: 2192 x 27, Herbe                                |
| Moçâmedes                     | Namibe                                 | FNMO | MSZ  | Aéroport de Moçâmedes                            | 08/26: 2496 x 45, Asphalte                             |
| Negage (en)                   | Uíge                                   | FNNG | GXG  | Aéroport de Negage (en)                          | 16/34: 2460 x 33, Asphalte 09/27: 814 x 27, Sable      |
| Nzagi (en) (Andrada)          | Lunda-Nord                             | FNZG | NZA  | Aéroport de Nzagi (en)                           | 08/26: 2207 x 53, Sable                                |
| Ondjiva (Ongiva, N'giva)      | Cunene                                 | FNGI | VPE  | Aérodrome d'Ondjiva                              | 12/30: 3295 x 35, Asphalte                             |
| Porto Amboim                  | Cuanza-Sud                             | FNPA | PBN  | Aéroport de Porto Amboim (en)                    | 06/24: 991 x 30, Asphalte                              |
| Sanza Pombo (en)              | Uíge                                   | FNPB |      | Aéroport de Sanza Pombo (en)                     | 08/26: 1146 x 36, Herbe                                |
| Saurimo                       | Lunda-Sud                              | FNSA | VHC  | Aérodrome de Saurimo                             | 14/32: 3402 x 45, Asphalte                             |
| Soyo                          | Zaïre                                  | FNSO | SZA  | Aérodrome de Soyo                                | 07/25: 2121 x 50, Asphalte                             |
| Sumbe                         | Cuanza-Sud                             | FNSU | NDD  | Aéroport de Sumbe (en)                           | 05/23: 951 x 22, Asphalte                              |
| Toto                          | Uíge                                   | FNTO |      | Aéroport de Xamindele (en)                       | 11/29: 1548 x 36, Herbe                                |
| Uíge                          | Uíge                                   | FNUG | UGO  | Aéroport d'Uíge (en)                             | 01/19: 2006 x 31, Asphalte                             |
| Waku-Kungo (Waco Kungo)       | Cuanza-Sud                             | FNWK | CEO  | Aérodrome de Waku-Kungo                          | 07/25: 1993 x 32, Asphalte                             |
| Xangongo (en)                 | Cunene                                 | FNXA | XGN  | Aéroport de Xangongo                             | 03/21: 2265 x 30, Asphalte                             |